# Риекски залив
Риекският залив (на хърватски: Riječki zaljev) е залив в северната част на Адриатическо море, край бреговете на Хърватия. Разположен е между полуостров Истрия на запад и островите Црес на юг и Крък на югоизток. На юг протоците Кварнер, Кварнерич и Подгорски го свързват с останалата част на Адриатическо море. Дължината му е 28 km, а ширината – 22 km. Дълбочината му достига до 40 – 50 m. Бреговете му са предимно планински, стръмни. Приливите са денонощни, неправилни, с височина до 0,7 m. На северното му крайбрежие са разположени хърватските градове Риека и Опатия.